# Академия медицинских наук Исламской Республики Иран
Академия медицинских наук Исламской Республики Иран (перс. فرهنگستان علوم پزشکی‎) была создана зимой 1988 года. Она является одной из четырех академий современного Ирана. Кроме нее существуют Академия наук, Академия искусств и Академия персидского языка и литературы. Создание этой организации было утверждено Высшим советом культурной революции 5 января 1988 г., а затем Маджлесом 8 января того же года. Именно с этой даты Академия начала свою работу.
Целью Академии является движение к независимости в области науки и культуры, развитие научной и практической медицины, укрепление исследовательского духа, повышение уровня медицинской науки страны, получение доступа к последним достижениям и инновациям в области медицины благодаря коллективной деятельности, а также привлечению и стимулированию выдающихся учёных и исследователей.

## Задачи Академии
1. Консультирование, теоретическое осмысление и прогнозирование по любым вопросам, связанным со здравоохранением.
2. Движение к независимости в области науки и культуры.
3. Развитие теории и практики в области здравоохранения.
4. Укрепление исследовательского духа с целью получения доступа к самым современным и эффективным научным достижениям и инновациям в области медицинских наук.
5. Содействие в получении обществом и каждым его представителем доступа к самому высокому уровню во всех сферах здравоохранения на основании следующих подходов: повышение врачебной этики, повышение культурного уровня местного населения, справедливое отношение, ориентированность на здорового человека в деле прогресса, уважение и личный пример, исламские принципы и создание необходимой культуры.
6. Участие в охране и всестороннем улучшении физического, психического, социального и духовного здоровья.
7. Оберегание ирано-мусульманского культурного и цивилизационного наследия в области медицинских наук.
8. Развитие и популяризация концепций исламских философии, этики и права, относящихся к области медицины и здравоохранения.
.

## Президент Академии
Президент Академии избирается из числа её действительных членов на четырёхлетний срок по представлению президента страны и с одобрения Высшего совета культурной революции. Замена избранного президента в силу различных причин, например, смерти, отстранения и отставки до окончания срока полномочий, происходит в соответствии с той же самой процедурой.
Президентом Академии медицинских наук Исламской Республики Иран с самого начала её деятельности в течение 19 лет был Ирадж Фазель. 9 декабря 2009 г. по предложению Махмуда Ахмадинежада и после утверждения Высшего совета культурной революции эта должность была передана Али-Резе Маранди.

## Руководство Академии
1. Президент ИРИ, председатель
2. Совет попечителей
3. Общее собрание
4. Президент Академии
5. Учёный совет
6. Учёный секретарь
7. Заместитель по науке

## Состав Совета попечителей
1. Первый заместитель президента ИРИ (председатель Совета)
2. Министр науки, исследований и технологий
3. Министр здравоохранения и медицинского образования
4. Секретарь Высшего совета культурной революции
5. Министр культуры и исламской ориентации
6. Заместитель президента ИРИ по науке и технологиям
7. Председатель Фонда национальных элит
8. Руководители академий
9. Два авторитетных учёных по представлению президента Академии
10. Представитель системы духовного образования, знакомый с правом и этикой в области медицины, избираемый Высшим советом культурной революции

## Действительные члены Академии
Академия состоит из действительных членов, членов-корреспондентов и почётных членов: они принимаются в состав Академии после утверждения на Общем собрании согласно приказу президента Академии и по его представлению или по представлению как минимум пяти членов Общего собрания. Действительные и почётные члены остаются в составе Академии пожизненно.
Действительные члены Академии должны быть иранцами, обязанными соблюдать законы Исламской Республики Иран. Кроме того, они должны обладать как минимум званием экстраординарного профессора или занимать должность руководителя научного направления.
На выдающихся иностранных учёных, принимающихся в Академию в качестве почётных членов, не возлагается никаких обязанностей: их избрание служит знаком уважения к их научным заслугам. Члены-корреспонденты избираются сроком на 4 года. Академия выпускает ежеквартальный журнал и имеет собственное издательство, периодически проводит конгрессы и семинары, а также вручает награды выдающимся исследователям в области медицины.

## Научные группы Академии
— Научная группа по образованию
— Научная группа теоретических проблем и прогнозирования
— Научная группа клиницистики
— Научная группа здравоохранения и питания
— Научная группа фундаментальной медицины
— Научная группа по вопросам парамедицины
— Научно-исследовательская группа
— Научная группа философии, исламской и традиционной медицины
— Научная группа фармацевтики
— Научная группа стоматологии
— Научная группа социального здоровья
— Научная группа здоровья женщины
— Научная группа духовного здоровья
— Научная группа философии и медицинской этики
— Научная группа «Коран, ближние и здоровье»
— Научная группа международного сотрудничества
— Научная группа психического здоровья
— Научная группа укрепления здоровья.